# Tall Maksur
Tall Maksur (arab. تل مكسور) – wieś w Syrii, w muhafazie Aleppo. W 2004 roku liczyła 1683 mieszkańców.